# Missa brevis no 3 de Mozart
Pour les articles homonymes, voir Missa Brevis.
La Missa brevis no 3 en fa majeur, K. 192/186f est la sixième messe de Wolfgang Amadeus Mozart. Achevée à Salzbourg le 24 juin 1774, elle est écrite pour quatre voix solistes (soprano, alto, ténor et basse), chœur SATB, deux trompettes (ajoutées ultérieurement par Mozart), trois trombones, deux violons et orgue.
Le Credo de cette messe présente le motif de plain-chant do-ré-fa-mi que Mozart utilisera ultérieurement comme thème principal du final de sa symphonie « Jupiter ».  

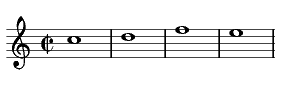
Thème final de la symphonie no 41 « Jupiter »

## Structure
L'œuvre est composée de six mouvements, qui suivent l'ordinaire de la messe:
1. Kyrie (Allegro, en fa majeur, à , 73 mesures)
2. Gloria (Allegro, en fa majeur, à 
, 179 mesures)
3. Credo (Allegro, en fa majeur, , en tout 139 mesures)
—Et vitam venturi saeculi... (Allegro (mesure 118), en fa majeur)
4. Sanctus (Andante, en fa majeur, à 
, 30 mesures)
—Hosanna in excelsis... (Allegro (mesure 19), en fa majeur, à )
5. Benedictus (Andantino, en si bémol majeur, à 
, 36 mesures)
6. Agnus Dei (Adagio, en fa majeur, à , 100 mesures)
—Dona nobis pacem... (Allegro moderato (mesure 25), en fa majeur, à 
)

Durée de l'interprétation : Env. 22 minutes